# لينا هول
لينا هول (بالإنجليزية: Celina Consuela Gabriella Carvajal)‏ (من مواليد 30 يناير 1980) مغنية و ممثلة أمريكية ،عرفت بكونها المغني الرئيسي لفرفة The Deafening و عملها في مسرح برودواي ، أصدرت ألبوم في 2012 مع فرقتها The Deafening بعنوان " Central Booking " .

## روابط خارجية
- لينا هول على موقع IMDb (الإنجليزية)
- لينا هول على موقع ميوزك برينز (الإنجليزية)
- لينا هول على موقع قاعدة بيانات برودواي على الإنترنت (الإنجليزية)
- لينا هول على موقع قاعدة بيانات برودواي على الإنترنت (الإنجليزية)
- لينا هول على موقع أول ميوزيك (الإنجليزية)
- لينا هول على موقع ديسكوغز (الإنجليزية)
- لينا هول على موقع قاعدة بيانات الفيلم (الإنجليزية)
- لينا هول على موقع كينوبويسك (الروسية)